# Das Geheimnis der Jadekette
Das Geheimnis der Jadekette ist ein 2008 auf Deutsch erschienener Sammelband von Boris Akunin, der sechs Kurzgeschichten beinhaltet und von Fandorins Abenteuern im 19. Jahrhundert berichtet. Er erschien im russischen Original unter dem Titel Нефритовые чётки im Jahre 2007. Die Kurzgeschichten sind jeweils zwischen den großen Romanen der Fandorin-Serie anzuordnen. Die russische Version des Buches beinhaltet zehn Kurzgeschichten (weitere drei erschienen im deutschsprachigen Raum in Form des Sammelbands Das Halsband des Leoparden) und ist zehn Klassikern der Kriminalliteratur gewidmet.

## Inhalt
Das Geheimnis der Jadekette
Hierbei wird erzählt, wie Fandorin in Besitz seines berühmten Jaderosenkranzes, das ihn später als Mediataions- und Denkhilfe dient, gelingt. Das Werk ist Robert van Gulik gewidmet und behandelt mitunter Themen wie chinesische Philosophie.
Table talk 1882
Fandorin schlüpft in die Rolle eines Meisterdetektivs und löst einen brutalen Mord, ohne das Zimmer zu verlassen oder je am Tatort gewesen zu sein, dabei lässt er sich nur von der Erzählungen des Zeugen leiten. Fandorins Deduktionsgabe wie auch seine rationale Seite, die in weiterer Folge der menschlichen Bestialität gegenübergestellt wird, dient als ein klarer Hinweis auf das Schaffen von Edgar Allan Poe und seinem Meisterdetektiv Auguste Dupin.
Aus dem Leben der Späne
Bei dieser Kurzgeschichte lässt sich Akunin von Georges Simenon leiten und beschreibt das Leben der Kleinbürger mit ihren Wünschen und Problemen. Fandorin wird dabei ebenfalls in das Milieu integriert und muss sogar für die Zeit der Ermittlungen seinen luxuriösen Lebensstil aufgeben.
Die Skarpea des Baskakows
Bereits der Titel erinnert den Leser an das Meisterwerk von Arthur Conan Doyle „Der Hund der Baskervilles“. In der Tat findet man auch bei Akunin eine alte Legende, die die Ankunft eines mysteriösen Tieres am Rande des Moors verspricht. Hierbei handelt es sich jedoch um eine Riesenschlange, die scheinbar den letzten Familienmitglied der Baskakow mit sich reißen will.
Ein Zentel Prozent
Akunin ahmt die Handlungs- und Beziehungsschemata aus Patricia Highsmith' Bestseller „Strangers on a train“, Fandorin scheint an einem Mordfall zu verzweifeln, da er keinerlei Motive oder Beweise gegen den Täter vorfindet. Der Leser hat die einmalige Gelegenheit das Geschehen aus der Sicht des Täters zu beobachten.
Vor dem Ende der Welt
Fandorin ermittelt im Norden Russlands, wo bereits mehrere Selbstmorde der Altgläubigen registriert wurde. Die Kurzgeschichte wird von Umberto Ecos „Der Name der Rose“ inspiriert, denn Fandorin ist mit den alternativen religiösen Bewegungen Russland konfrontiert und versucht einen Mörder zu fassen, der nach dem Zeichen Gottes zu handeln glaubt.

## Buch
- Das Geheimnis der Jadekette. Fandorin ermittelt. Aufbau Taschenbuch, Berlin 2008, ISBN 3-7466-2421-5